# Salmo por quienes se construyeron en la naturaleza
Salmo por quienes se construyeron en la naturaleza (en inglés A Psalm for the Wild-Built) es una novela corta del género solarpunk de 2021 escrita por la autora estadounidense Becky Chambers, publicada por Tor Books el 13 de julio de 2021. Es el primer libro de la serie Monk & Robot, seguido de A Prayer for the Crown-Shy, que se lanzó el 12 de julio de 2022. El libro ganó el premio Hugo por mejor novela corta en 2022.

## Antecedentes
En 2018, para su sello editorial Tor.com Publishing, Tor Books encargó a la autora de ciencia ficción Becky Chambers que escribiera una serie de novelas cortas de dos libros dentro del género emergente solarpunk. La novela debut de Chambers, The Long Way to a Small, Angry Planet (2014), y su secuela, A Closed and Common Orbit (2016), en la serie Wayfarers, habían sido nominadas al premio Arthur C. Clarke y ella continuaría escribiendo esa serie mientras trabajaba en estas nuevas novelas cortas solarpunk. En el momento del lanzamiento de la primera novela en 2021, Chambers, de 36 años, que vive en el norte de California, había ganado el premio Hugo a la mejor serie por la serie Wayfarers, cuya cuarta novela, The Galaxy, and the Ground Within, se había publicado a principios de ese año.

## Sinopsis
En una luna habitable llamada Panga, la IA y los robots solían tener un papel central en la sociedad urbanizada e industrializada. Sin embargo, hace varios cientos de años, los robots repentinamente adquieren sintiencia, abandonaron la sociedad humana y desaparecieron en la naturaleza inhóspita. Sin sus trabajadores con inteligencia artificial y robots ni sus fábricas automatizadas de alta tecnología, los humanos cambian a un estilo de vida solarpunk sostenible, con granjas y pequeñas comunidades.
Dex, un monje no binario que sirve té y usa el pronombre elle, viaja por las áreas pobladas por humanos de su luna, yendo de una comunidad a otra. El objetivo de Dex es escuchar los problemas de los aldeanos y a la gente del pueblo y crear mezclas de té personalizadas que se adapten a las necesidades y personalidades de la gente. Además de ser un acto de servicio, Dex también utiliza el acto de servir el té como una forma de "romper el hielo" y permitir que las personas le confíen sus inquietudes y preocupaciones.
Un día, Dex, buscando un cambio en su rutina, viaja más allá de las comunidades agrarias hacia la naturaleza inhóspita; y en su camino es sorprendido al encontrarse con un robot, ya que los humanos no han visto robots durante siglos, desde que los robots se fueron a la naturaleza. El robot, llamado Splendid Speckled Mosscap, se une a Dex en un viaje por carretera hacia lo más profundo de la naturaleza para encontrar un monasterio abandonado. Las motivaciones tanto de Dex como de Mosscap se basan, en su propia manera, de encontrar la respuesta a la pregunta "¿Qué necesita la gente?"

## Publicación
La novela corta fue publicada por la división Tom Doherty Associates de Macmillan Publishers y lanzada el 13 de julio de 2021 como tapa dura, libro electrónico y audiolibro. Su audiolibro de 4 horas de duración está narrado por Emmett Grosland.
La versión en español «Salmo por quienes se construyeron en la naturaleza» fue publicada el 30 de marzo de 2023, traducido Carla Bataller y publicado por la editorial Crononauta. Esta edición llamada «Monje y robot» incluye el segundo libro de la serie, «Plegaria por la timidez de los árboles».

## Temas principales
Esta novela corta es descrita como un texto que «describe un futuro profundamente optimista».El escenario de la historia, Panga, se ve en proceso de reintroducción de la naturaleza. La historia también muestra a humanos y robots siendo independientes unos de otros, en una sociedad post-petrolera semi-utópica. También se abordan cuestiones de terapia, satisfacción y búsqueda de un propósito.

## Recepción
Los críticos elogiaron la novela como una experiencia "alegre" y reconfortante, y Jacob Aron, de New Scientist, dijo que dejó una "sensación cálida y agradable en el interior" después de leerla. Publishers Weekly apreció el "matiz característico y el pensamiento cuidadoso" ofrecido por Chambers, y mencionó la forma en que A Psalm for the Wild-Built era una "meditación acogedora y saludable sobre la naturaleza de la conciencia y su lugar en el mundo natural". La escritora Amal El-Mohtar criticó los "momentos... que resultan discordantes en su familiaridad, donde lo representado está tan fundamentalmente en desacuerdo con la sociedad en la que Dex parece habitar que [se siente] disloca[dor]". Encontró que ver cuestiones como el uso de las redes sociales enfrentadas con "el mundo de generosidad y equidad de Dex" era discordante, pero elogió el tono esperanzador y optimista de todos modos.

## Premios
| Año  | Otorgar                      | Categoría         | Resultado       | Ref    |
| ---- | ---------------------------- | ----------------- | --------------- | ------ |
| 2021 | Premio Nebula                | Novela corta      | Preseleccionado | [ 10 ] |
| 2022 | Premio Hugo                  | Novela corta      | Ganador         | [ 11 ] |
| 2022 | RUSA CODES Reading List      | Fantasía          | Ganador         | [ 12 ] |
| 2023 | Gran Premio de lo Imaginario | Novella étrangère | Preseleccionado | [ 13 ] |